# Lista siturilor arheologice din județul Timiș - M
Lista siturilor arheologice din județul Timiș - M conține toate siturile arheologice din județul Timiș înscrise în Repertoriul Arheologic Național (RAN) și aflate în localități al căror nume începe cu litera M. RAN este administrat de Ministerul Culturii și Patrimoniului Național și cuprinde date științifice, cartografice, topografice, imagini și planuri, precum și orice alte informații privitoare la zonele cu potențial arheologic, studiate sau nu, încă existente sau dispărute.
Puteți căuta un sit din localitățile care încep cu litera M folosind formularul de mai jos sau puteți naviga prin toate siturile din județ la Lista siturilor arheologice din județul Timiș.
| Cod RAN                                   | Denumire | Localitate                             | Adresă             | Datare           | Descoperit | Coordonate                                    | Imagine           | Erori            |
| ----------------------------------------- | --- | -------------------------------------- | ------------------ | ---------------- | ---------- | --------------------------------------------- | ----------------- | ---------------- |
| 157594.01.01 (Cod LMI: TM-I-s-B-06068)    | Cetatea medievală de la Margina - Lanu Holdele Lungi / ansamblu anonim (Categorie: locuire civilă) (Tip: Târg)                                             | sat Margina, comuna Margina            | Lanu Holdele Lungi | sec. XIV - XVI   |            | 45°51′30″N 22°16′52″E / 45.85833°N 22.28111°E | Încărcați imagine | Raportați eroare |
| 157692.01.01 (Cod LMI: TM-I-s-B-06069)    | Cetatea medievală de la Mașloc - Șanțul turcilor / ansamblu anonim (Categorie: locuire civilă) (Tip: Fortificație circulară de pământ și așezare deschisă) | sat Mașloc, comuna Mașloc              | Șanțul turcilor    | sec. XIV         |            | 45°59′33″N 21°27′43″E / 45.9925°N 21.46194°E  | Încărcați imagine | Raportați eroare |
| 157745.01.01 (Cod LMI: TM-I-m-B-06070.01) | Ansamblul de epocă medievală de la Mănăștiur - La Mănăstire / ansamblu anonim (Categorie: structură de cult/religioasă) (Tip: Biserică fortificată)        | sat Mănăștiur, comuna Mănăștiur        | La Mănăstire       | sec. XIV         |            | 45°50′14″N 22°04′07″E / 45.83722°N 22.06861°E | Încărcați imagine | Raportați eroare |
| 157745.01.02 (Cod LMI: TM-I-m-B-06070.02) | Ansamblul de epocă medievală de la Mănăștiur - La Mănăstire / ansamblu anonim (Categorie: structură de cult/religioasă) (Tip: Așezare deschisă)            | sat Mănăștiur, comuna Mănăștiur        | La Mănăstire       | sec. XIV - XVII  |            | 45°50′14″N 22°04′07″E / 45.83722°N 22.06861°E | Încărcați imagine | Raportați eroare |
| 157790.01.01 (Cod LMI: TM-I-s-B-06071)    | Situl arheologic de la Moravița - Islaz / ansamblu anonim (Categorie: locuire civilă) (Tip: Așezare deschisă (tell ?))                                     | sat Moravița, comuna Moravița          | Islaz              | mil. III a. Chr. |            | 45°18′04″N 21°18′37″E / 45.30111°N 21.31028°E | Încărcați imagine | Raportați eroare |
| 157790.01.02 (Cod LMI: TM-I-s-B-06071)    | Situl arheologic de la Moravița - Islaz / ansamblu anonim (Categorie: locuire civilă) (Tip: Așezare deschisă (tell ?))                                     | sat Moravița, comuna Moravița          | Islaz              |                  |            | 45°18′04″N 21°18′37″E / 45.30111°N 21.31028°E | Încărcați imagine | Raportați eroare |
| 157790.01.03 (Cod LMI: TM-I-s-B-06071)    | Situl arheologic de la Moravița - Islaz / ansamblu anonim (Categorie: locuire civilă) (Tip: Așezare deschisă (tell ?))                                     | sat Moravița, comuna Moravița          | Islaz              |                  |            | 45°18′04″N 21°18′37″E / 45.30111°N 21.31028°E | Încărcați imagine | Raportați eroare |
| 157790.01.04 (Cod LMI: TM-I-s-B-06071)    | Situl arheologic de la Moravița - Islaz / ansamblu anonim (Categorie: locuire civilă) (Tip: Așezare deschisă (tell ?))                                     | sat Moravița, comuna Moravița          | Islaz              |                  |            | 45°18′04″N 21°18′37″E / 45.30111°N 21.31028°E | Încărcați imagine | Raportați eroare |
| 157790.01.05 (Cod LMI: TM-I-s-B-06071)    | Situl arheologic de la Moravița - Islaz / ansamblu anonim (Categorie: locuire civilă) (Tip: Așezare deschisă (tell ?))                                     | sat Moravița, comuna Moravița          | Islaz              |                  |            | 45°18′04″N 21°18′37″E / 45.30111°N 21.31028°E | Încărcați imagine | Raportați eroare |
| 157861.01.01 (Cod LMI: TM-I-s-B-06072)    | Situl arheologic de la Moșnița Veche - Satul bătrân / ansamblu anonim (Categorie: descoperire funerară) (Tip: Așezare deschisă multistratificată)          | sat Moșnița Veche, comuna Moșnița Nouă | Satul bătrân       |                  |            | 45°44′44″N 21°18′05″E / 45.74556°N 21.30139°E | Încărcați imagine | Raportați eroare |
| 157861.01.02 (Cod LMI: TM-I-s-B-06072)    | Situl arheologic de la Moșnița Veche - Satul bătrân / ansamblu anonim (Categorie: descoperire funerară) (Tip: Așezare deschisă multistratificată)          | sat Moșnița Veche, comuna Moșnița Nouă | Satul bătrân       | sec. III-IV      |            | 45°44′44″N 21°18′05″E / 45.74556°N 21.30139°E | Încărcați imagine | Raportați eroare |
| 157861.01.03 (Cod LMI: TM-I-s-B-06072)    | Situl arheologic de la Moșnița Veche - Satul bătrân / ansamblu anonim (Categorie: descoperire funerară) (Tip: Așezare deschisă multistratificată)          | sat Moșnița Veche, comuna Moșnița Nouă | Satul bătrân       | sec. XIV-XVI     |            | 45°44′44″N 21°18′05″E / 45.74556°N 21.30139°E | Încărcați imagine | Raportați eroare |
| 157861.01.04 (Cod LMI: TM-I-s-B-06072)    | Situl arheologic de la Moșnița Veche - Satul bătrân / ansamblu anonim (Categorie: descoperire funerară) (Tip: Așezare deschisă multistratificată)          | sat Moșnița Veche, comuna Moșnița Nouă | Satul bătrân       | sec. XVII-XVIII  |            | 45°44′44″N 21°18′05″E / 45.74556°N 21.30139°E | Încărcați imagine | Raportați eroare |
| 157594.02.01                              | Târgul medieval de la Margina "Lanu Holdele Lungi" / ansamblu anonim (Categorie: construcție) (Tip: Târg)                                                  | sat Margina, comuna Margina            | Lanu Holdele Lungi |                  |            | 45°51′26″N 22°17′09″E / 45.85722°N 22.28583°E | Încărcați imagine | Raportați eroare |
| 156400.01.01                              | Așezarea neolitică de la Macedonia / ansamblu anonim (Categorie: locuire) (Tip: Așezare)                                                                   | sat Macedonia, oraș Ciacova            |                    |                  |            |                                               | Încărcați imagine | Raportați eroare |
| 155378.01.01                              | Complexul de movile de la Măguri - Gomili / ansamblu anonim (Categorie: descoperire funerară) (Tip: complex de movile)                                     | sat Măguri, municipiul Lugoj           | Gomili             |                  |            |                                               | Încărcați imagine | Raportați eroare |
| 157745.02.01                              | Așezarea neolitică de la Mănăștiur / ansamblu anonim (Categorie: locuire) (Tip: Așezare)                                                                   | sat Mănăștiur, comuna Mănăștiur        |                    |                  |            |                                               | Încărcați imagine | Raportați eroare |
| 157790.02.01                              | Mănpstirea ortodoxă de la Moravița / ansamblu anonim (Categorie: construcție de cult) (Tip: Mănăstire)                                                     | sat Moravița, comuna Moravița          |                    | sec. XVI         |            |                                               | Încărcați imagine | Raportați eroare |
| 157843.01.01                              | Așezarea neolitică de la Moșnița Nouă / ansamblu anonim (Categorie: locuire) (Tip: Așezare)                                                                | sat Moșnița Nouă, comuna Moșnița Nouă  |                    | Tiszapolgár      |            |                                               | Încărcați imagine | Raportați eroare |
| 157843.02.01                              | Așezarea hallstattiană de la Moșnița Nouă / ansamblu anonim (Categorie: locuire) (Tip: Așezare)                                                            | sat Moșnița Nouă, comuna Moșnița Nouă  |                    |                  |            |                                               | Încărcați imagine | Raportați eroare |
| 157861.02.01                              | Movila de epocă necunoscută de la Moșnița Veche / ansamblu anonim (Categorie: descoperire funerară) (Tip: Movilă de pământ)                                | sat Moșnița Veche, comuna Moșnița Nouă |                    |                  |            |                                               | Încărcați imagine | Raportați eroare |